# Hilda Morales Trujillo
Hilda Morales Trujillo là một luật sư ở Guatemala, người nổi tiếng trên toàn thế giới với công việc bảo vệ quyền phụ nữ và là nhà vận động cho Mạng lưới chống bạo lực đối với phụ nữ của Guatemala. Năm 2004, bà đã chia sẻ Giải thưởng Đại sứ Lương tâm Quốc tế với Mary Robinson.

## Lý lịch

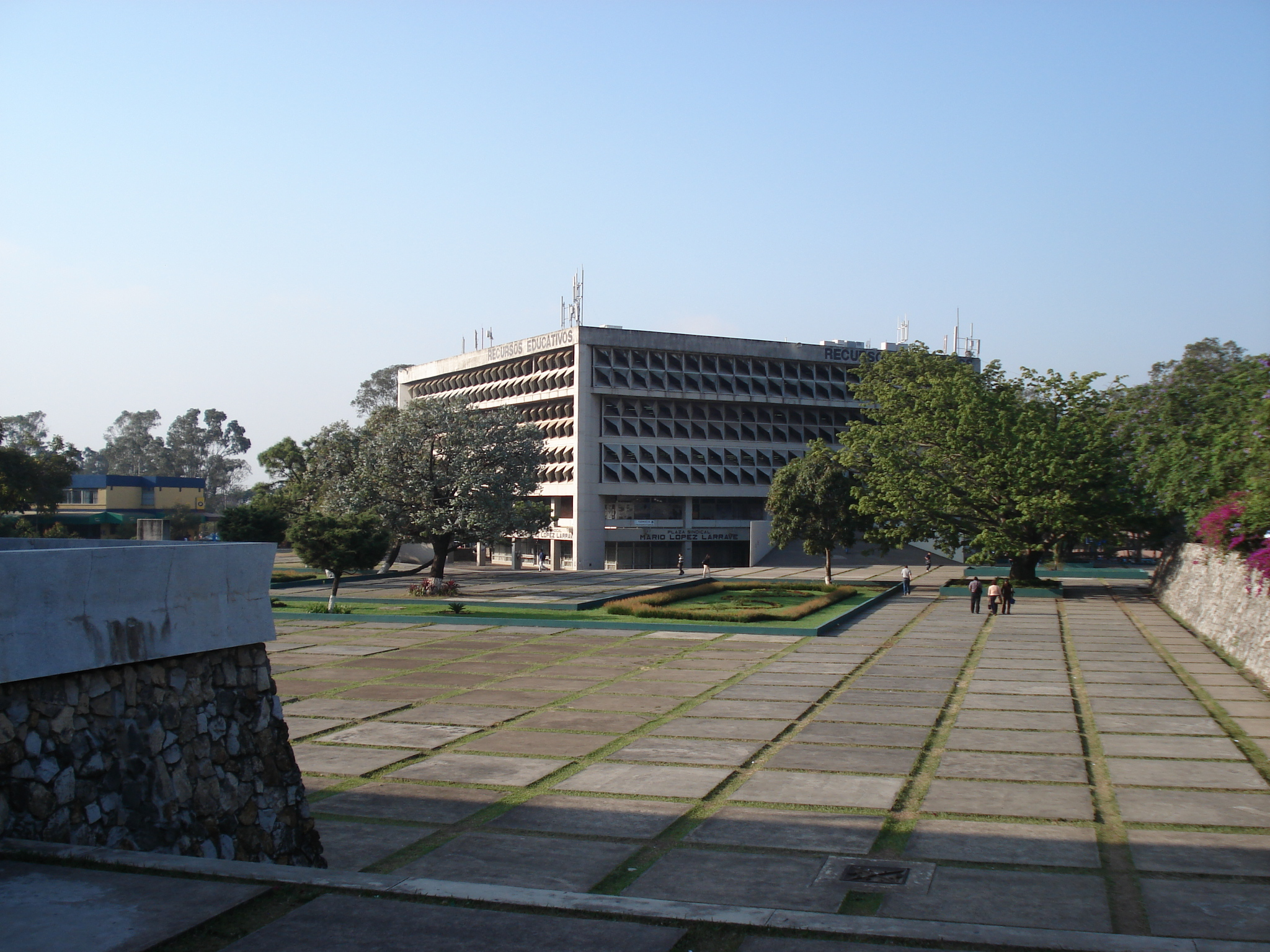
Thư viện trung tâm Đại học San Carlos Guatemala. Sebastian Oliva, 2006.

Trujillo được sinh ra ở Ciudad Flores, Petén, Guatemala vào năm 1943. Bà tốt nghiệp ngành luật tại Đại học San Carlos của Guatemala năm 1970. Nhiều trường hợp sớm của bà liên quan đến bạo lực gia đình. Sau khi được bổ nhiệm làm Giáo sư Luật Gia đình tại Đại học San Carlos, bà đã giảng dạy tám năm về luật gia đình và về sự cần thiết của pháp luật để cung cấp sự bảo vệ pháp lý cho phụ nữ và con cái họ.
Năm 1991, bà được bổ nhiệm làm đại biểu cho Văn phòng Phụ nữ Quốc gia (ONAM). Năm 1993 sau cuộc đảo chính, bà được bổ nhiệm làm Thứ trưởng Bộ Công tác và An sinh xã hội, giúp thành lập Đơn vị Xúc tiến Lao động Nữ.
Năm 1994, Trujillo đã tham gia vào việc kiến nghị nhà nước Guatemala phê chuẩn Công ước liên Mỹ về phòng ngừa, trừng phạt và xóa bỏ bạo lực đối với phụ nữ. Năm 1996, bà đã giúp thông qua một đạo luật về Ngăn ngừa, Trừng phạt và Xóa bỏ Bạo lực Gia đình. Năm 1997 như một phần của Mạng lưới chống Bạo lực đối với Phụ nữ (Red de la No Violencia contra Mujeres) Tujillo đã viết một báo cáo về các tòa án gia đình từ chối áp dụng Luật Phòng ngừa, Trừng phạt và Xóa bỏ Bạo lực Gia đình. Những phát hiện và khuyến nghị của bà đã được phê duyệt vào năm 2000, thành lập Ủy ban quốc gia về phòng chống bạo lực gia đình (CONAPREVI).

## Chiến dịch chống hiếp dâm và giết hại phụ nữ và trẻ em
Mối quan tâm hàng đầu của Trujillo là ngăn chặn nhiều ví dụ về hàng ngàn phụ nữ bị hãm hiếp và sau đó bị sát hại, thường là một cách khủng khiếp, trong thập kỷ qua. Năm 2009, báo cáo của Tổ chức Ân xá Quốc tế về vi phạm nhân quyền ở Guatemala bao gồm phần này về bạo lực đối với phụ nữ và trẻ em (lĩnh vực cốt lõi trong công việc của Trujillo):  "Cảnh sát báo cáo rằng có 68 phụ nữ là nạn nhân của vụ giết người trong năm 2008, cơ thể họ thường xuyên có dấu hiệu bị cưỡng hiếp và tra tấn khác. Văn phòng Cao ủy Nhân quyền Liên Hợp Quốc báo cáo vào tháng 1 rằng các hành vi phân biệt đối xử của chính quyền vẫn tồn tại, dẫn đến việc không điều tra vụ giết phụ nữ và có xu hướng đổ lỗi cho nạn nhân. Vào tháng Tư, Quốc hội đã thông qua một đạo luật mới chống lại dịch bệnh. Luật pháp đã nhận được phản ứng trái chiều từ các tổ chức xã hội dân sự. "  Bạo lực đã được Trujillo gọi là "femicidio".

## Giải thưởng Đại sứ Lương tâm Quốc tế
Năm 2004, Trujillo đã chia sẻ Giải thưởng Đại sứ Lương tâm Quốc tế với Mary Robinson, cựu Tổng thống Ireland và Cao ủy Liên Hợp Quốc về Nhân quyền.

## liên kết ngoài
- Liên đoàn Nhân quyền Quốc tế - 155 Tổ chức Nhân quyền trên toàn thế giới
- Nhân quyền đầu tiên - Tổ chức nhân quyền quốc tế
- Liên hợp quốc- Tuyên ngôn quốc tế về quyền con người
- Liên hợp quốc- Nhân quyền
- Văn phòng Cao ủy Nhân quyền
- Chỉ số Nhân quyền Toàn cầu của các tài liệu của Liên Hợp Quốc